# Ramon Estevez
Pour les articles homonymes, voir Estevez.
Ramon Estevez, né le 7 août 1963 à New York (États-Unis), est un acteur américain.

## Biographie
Ramon est le fils de l'artiste Janet Templeton et de l'acteur Ramón Gerardo Antonio Estevez (Martin Sheen) ainsi que le neveu de Joe Estevez. Il est également le frère des acteurs Emilio Estevez, Carlos Irwin Estevez (Charlie Sheen) et Renée Estevez.

## Filmographie

### Acteur

#### Cinéma
- 1983 : Dead Zone : le garçon avec l'appareil photo
- 1985 : Engrenage mortel (That Was Then... This Is Now) : Mike Chambers
- 1986 : A State of Emergency : Brian Carmody
- 1987 : Turnaround : Ferdy
- 1989 : La Chute des aigles de Jesús Franco : Karl Holbach
- 1989 : Beverly Hills Brats : Sterling
- 1989 : La bahía Esmeralda (Esmeralda Bay) : Andres
- 1989 : Pasión de hombre (A Man of Passion) : George Adolfi
- 1990 : Cadence : Gessner
- 1991 : Alligator 2 : La Mutation : Pedro
- 1993 : Sandman : Jake
- 1995 : The Expert de Rick Avery et William Lustig : Tomas
- 1997 : Haute Trahison : M. Jones

#### Télévision
- 1982 : In the Custody of Strangers : Pick
- 1985 : The Fourth Wise Man : Ekron
- 1989 : Jesse Hawkes (1er épisode)
- 1990 : Zorro (2 épisodes) : Ramon Escalante
- 2002 : Revealed with Jules Asner (1er épisode) : lui-même
- 2003 : À la Maison-Blanche (1er épisode) : un homme d'affaires
- 2007 : The Dame Edna Treatment (1er épisode) : lui-même

### Producteur
- 2012 : Anger Management (série télévisée)